# Josué Currais Prieto
Josué Currais Prieto (n. Langreo, Asturias, 27 de febrero de 1993), más conocido como Josu, es un futbolista español que juega en la demarcación de centrocampista para el FC L'Escala de la Tercera Federación.

## Clubes
| Club                        | País           | Año       | Partidos | Goles |
| --------------------------- | -------------- | --------- | -------- | ----- |
| UE Olot                     | España         | 2012-2013 | 4        | 0     |
| UE La Jonquera (cedido)     | España         | 2013      | 14       | 1     |
| SJK Seinäjoki               | Finlandia      | 2013-2014 | 31       | 9     |
| Kerho 07                    | Finlandia      | 2014      | 3        | 3     |
| Terracina Calcio 1925       | Italia         | 2014      | 4        | 0     |
| Górnik Łęczna               | Polonia        | 2015      | 8        | 0     |
| Kerala Blasters FC          | India          | 2015-2016 | 11       | 1     |
| Wilmington Hammerheads      | Estados Unidos | 2016      | 4        | 0     |
| Extremadura Unión Deportiva | España         | 2017      | 14       | 0     |
| FC Cincinnati               | Estados Unidos | 2017-2018 | 15       | 0     |
| UE Llagostera               | España         | 2018      | 2        | 1     |
| UE Llagostera "B"           | España         | 2018      | 7        | 6     |
| FC Lahti                    | Finlandia      | 2019      | 34       | 8     |
| CF Peralada                 | España         | 2020-2022 | 68       | 12    |
| UE Figueres                 | España         | 2022-2023 | 29       | 5     |
| FC L'Escala                 | España         | 2023-     | 15       | 3     |